# Asko Sarkola
Asko Sarkola, född 3 september 1945 i Helsingfors, är en finländsk skådespelare. Han är son till den finländske författaren Riku Sarkola, och far till skådespelaren Sampo Sarkola, regissören, dramatikeren och manusförfattaren Milja Sarkola och skådespelaren Saga Sarkola.
Sarkola studerade vid Svenska Teaterns Elevskola åren 1963-1966. Han var skådespelare på Lilla teatern, och har även varit direktör för teatern. Sarkola har medverkat i både svenska och finska filmer och TV-produktioner, totalt över 60 stycken. Han har vid flera tillfällen gestaltat den finske generalen Mannerheim på film. Sedan 1998 är han chef för Helsingfors stadsteater.
Sarkola tilldelades Pro Finlandia-medaljen 1989.

## Filmografi (urval)
- 1977 – Hemåt i natten
- 1977 – Rätt bra för att vara människa
- 1978 – Män kan inte våldtas
- 1981 – Höjdhoppar'n
- 1982 – Alberts underliga resa
- 1982 – Zoombie (TV-serie)
- 1984 – Sista leken
- 1985 – Korset (TV-serie)
- 1987 – Trädet
- 1988 – Enkel resa
- 1991 – Din vredes dag (TV-serie)
- 1993 – Kärlekens himmelska helvete
- 1995 – Petri tårar
- 2004 – Framom främsta linjen
- 2007 – Tali-Ihantala 1944

## Teater

### Roller (ej komplett)
| År   | Roll | Produktion                                                             | Regi           | Teater                     |
| ---- | ---- | ---------------------------------------------------------------------- | -------------- | -------------------------- |
| 1978 |      | Vi betalar inte! Vi betalar inte! (Non si paga! Non si paga!) Dario Fo | Christian Lund | Lilla Teatern, Helsingfors |